# Stefano Bianco
Stefano Bianco (Settimo Torinese, 1985. október 27. – Leinì, 2020. március 11.) olasz motorversenyző, legutóbb a MotoGP 125 köbcentiméteres géposztályában versenyzett.
A sorozatban már 2000-ben bemutatkozhatott, itt egészen 2008-ig versenyzett. Utolsó szezonját 8 ponttal a 27. helyen zárta.